# Karoli (Alutaguse)
Koordinaten: 59° 3′ N, 27° 45′ O
Karoli (deutsch Carrol) ist ein Dorf (estnisch küla) in der Landgemeinde Alutaguse (bis 2017 Illuka). Es liegt im Kreis Ida-Viru (Ost-Wierland) im Nordosten Estlands.

## Beschreibung und Geschichte
Das Dorf hat 18 Einwohner (Stand 2011). Es liegt 44 km südwestlich von Narva und sechs Kilometer nördlich des Peipussees, unmittelbar an der estnisch-russischen Grenze.